# Henri Vandenabeele
Henri Vandenabeele (Deinze, 15 aprile 2000) è un ciclista su strada belga che corre per il team Lotto; è professionista dal 2022.

## Palmarès
- 2020 (Lotto Soudal U23, una vittoria)

2ª tappa, 1ª semitappa Ronde de l'Isard d'Ariège (Bagnères-de-Luchon > L'Hospice de France)

### Altri successi
- 2020 (Lotto Soudal U23)

Classifica a punti Ronde de l'Isard d'Ariège
Classifica scalatori Ronde de l'Isard d'Ariège
Classifica giovani Giro della Regione Friuli Venezia Giulia

## Piazzamenti

### Grandi Giri
- Vuelta a España

2022: ritirato (9ª tappa)

### Competizioni mondiali
- Campionati del mondo

Innsbruck 2018 - In linea Junior: 56º

### Competizioni continentali
- Campionati europei

Trento 2021 - In linea Under-23: 41º